# Иностранные известия о восстании Степана Разина
«Иностранные известия о восстании Степана Разина» — сборник исторических документов, подготовленный А. Г. Маньковым (Ленинград, «Наука», 1975) в оригинале и переводах с английского, латыни, французского, немецкого и голландского языков. Вторая публикация материалов, содержащих написанное иностранцами о восстании Разина. (Первая публикация — «Записки иностранцев о восстании Степана Разина». Под редакцией А. Г. Манькова. Ленинград, «Наука», 1968). В сборник вошли брошюра, написанная (согласно заголовку) английским торговым агентом и выпущенная в Лондоне в 1671 году, фрагменты западноевропейских газет и хроник начала 1670-х годов, рукописные материалы Посольского приказа, а также диссертация И. Ю. Марция, защищенная им в 1674 году и в том же году изданная. Дополняют это записки Э. Кемпфера, посвященные персидскому походу Разина. Сборник включает все имеющиеся зарубежные источники XVII века о восстании Разина, которые не были опубликованы на русском языке или по крайней мере на современном русском языке до 1968-го или до 1975 года. Помещен портрет Разина, напечатанный в немецкой прессе XVII века.

## Издание
- Иностранные известия о восстании Степана Разина / Под ред. А. Г. Манькова. — Л.: Наука. Ленингр. отд-ние, 1975. — 192 с. — 11 000 экз. (обл.)